# Learco Guerra

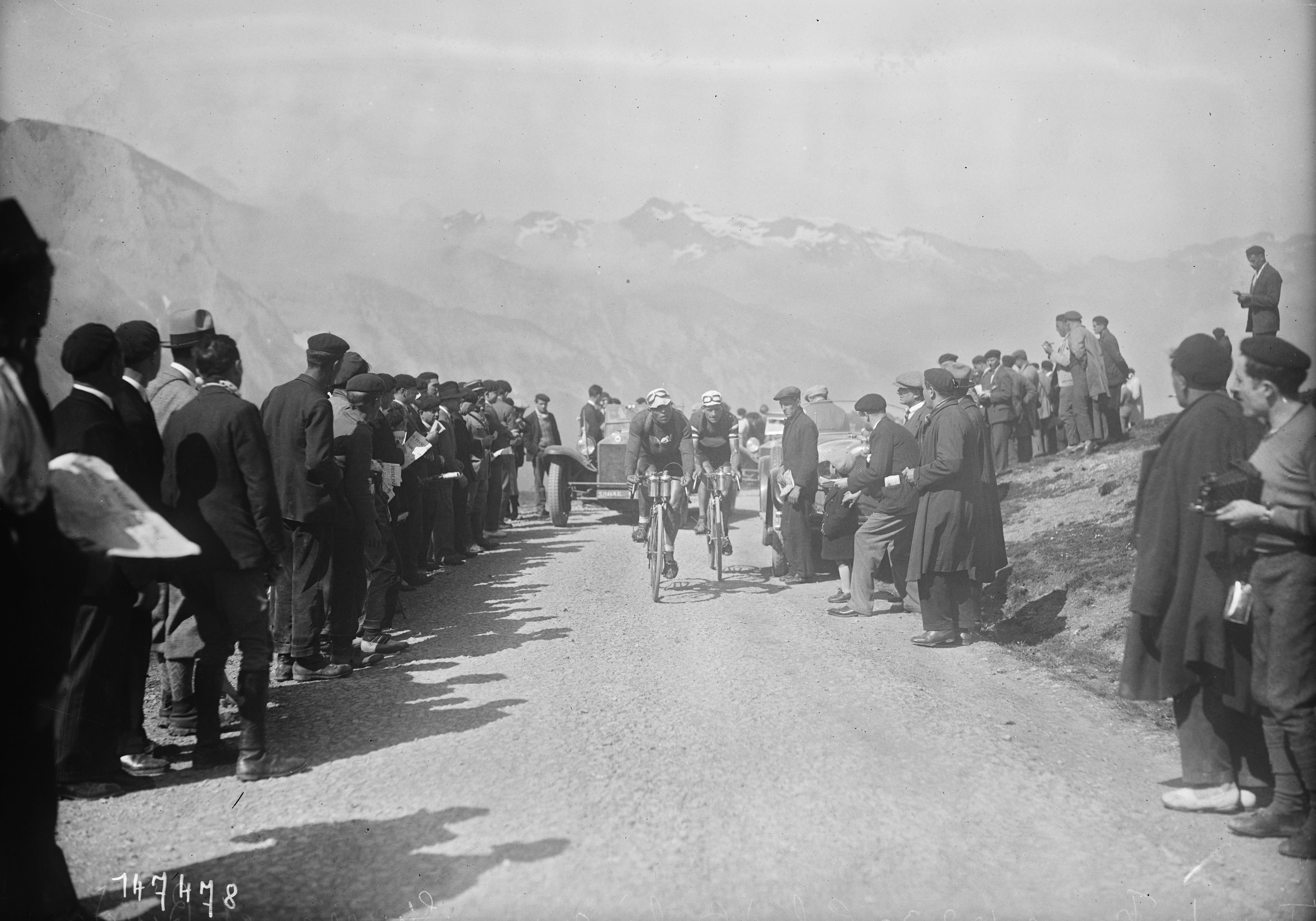
Guerra tillsammans med Alfredo Binda på Col d'Aubisque under Tour de France 1930.

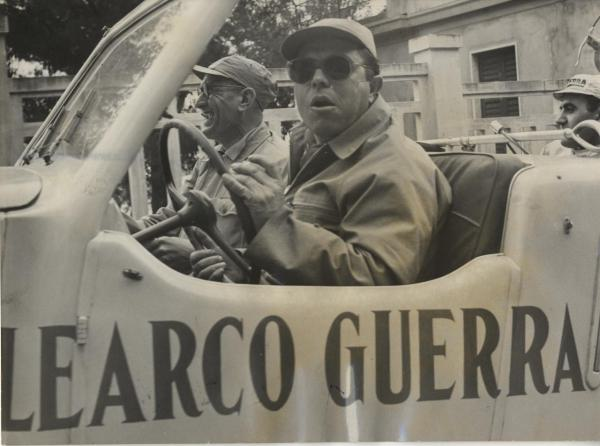
Learco Guerra som sportdirektör för sitt eget stall vid Giro d'Italia 1951.

Learco Antenore Giuseppe Guerra, född den 14 oktober 1902 i San Nicolò Po, Bagnolo San Vito, död den 7 februari 1963 i Milano, var en italiensk tävlingscyklist som kallades Locomotiva Umana ("det mänskliga lokomotivet"). Han blev världsmästare i landsvägscykling 1931 (en udda tävling, som på försök kördes som individuellt tempolopp över 170 km) och tog VM-silver 1930 och 1934. Hans stora år var 1934 då han vann tio av sjutton etapper i Giro d'Italia och även loppet totalt samt Lombardiet runt, Giro del Piemonte och flera andra stora lopp. Totalt vann han 31 etapper på de nio starter han gjorde i Girot (endast Mario Cipollini och Alfredo Binda har vunnit fler) och därtill tog han åtta etappsegrar på de två starter han gjorde i Tour de France (och slutade tvåa totalt båda gångerna).
Efter karriären fortsatte Learco Guerra som sportdirektör till 1961.
Learco Guerra avled vid 60 års ålder till följd av Parkinsons sjukdom och är begravd på Cimiteri nel Comune di Mantova.

## Meriter
1929
Vinnare av  det individuella förföljelseloppet vid Italienska mästerskapen i bancykling
Vinnare av Coppa Appennino (Vignola–Modena)
Vinnare av Coppa Diamante
2:a i Coppa San Geo
5:a i Lombardiet runt
5:a i Coppa Bernocchi
1930
Vinnare av  Italienska mästerskapen i landsvägscykling
Vinnare av Circuito Monte Benici (ITT)
Vinnare av Predappio Alta–Roma
Vinnare av Coppa Caivano
Vinnare av Torinos kriterium
2:a i Världsmästerskapen i landsvägscykling
2:a totalt i Tour de France
Vinnare av etapperna 2, 13 och 15
3:a i Lombardiet runt
7:a i Milano–Sanremo
9:a totalt i Giro d'Italia
Vinnare av etapperna 8 och 11
1931
Vinnare av  Världsmästerskapen i landsvägscykling
Vinnare av  Italienska mästerskapen i landsvägscykling
Vinnare av Giro della Provincia di Reggio Calabria
Vinnare av Circuito de Padova (ITT)
Vinnare av etapperna 1, 2, 7 och 8 i Giro d'Italia
2:a i Milano–Sanremo
5:a i Tre Valli Varesine
1932
Vinnare av  Italienska mästerskapen i landsvägscykling
Vinnare av Giro di Campania
Vinnare av Giro della Toscana
Vinnare av Predappio Alta–Roma
2:a i Giro della Provincia di Milano (med Costante Girardengo)
4:a totalt i Giro d'Italia
Vinnare av etapperna 1, 4, 6, 7, 9 och 13
4:a i Grand Prix des Nations
5:a i Världsmästerskapen i landsvägscykling
1933
Vinnare av  Italienska mästerskapen i landsvägscykling
Vinnare av Milano–Sanremo
Vinnare av Circuito Belfiore
Vinnare av Circuito Bologna
Vinnare av etapperna 1, 3 och 5 i Giro d'Italia
2:a totalt i Tour de France
Vinnare av etapperna 2, 6, 7, 18 och 23
2:a i Giro delle Due Province Messina
3:a i Paris sexdagars (med Pietro Linari)
1934
Vinnare totalt av  Giro d'Italia
Vinnare av etapperna 2, 3, 4, 5, 6, 9, 10, 11, 12 och 14
Vinnare av Giro di Lombardia
Vinnare av  Italienska mästerskapen i landsvägscykling
Vinnare av Milano–Modena
Vinnare av Giro di Campania
Vinnare av Giro del Piemonte
Vinnare av GP Valle Scrivia (ITT)
Vinnare av Giro della Provincia di Milano (med Domenico Piemontesi)
Vinnare av Roma–Napoli–Roma
Vinnare av Firenzes kriterium
Vinnare av Pavias kriterium
Vinnare av Luganos kriterium
2:a i Världsmästerskapen i landsvägscykling
6:a i Giro della Toscana
1935
Vinnare av Milano–Modena
Vinnare av Giro di Romagna
Vinnare av Giro di Campania
Vinnare av Giro della Provincia di Milano (med Fabio Battesini)
Vinnare av Antwerpens sexdagars (med Adolf Van Nevele)
2:a i Milano–Sanremo
2:a i Paris sexdagars (med Giuseppe Olmo)
3:a i Cossatos kriterium
4:a Totalt i Giro d'Italia
Vinnare av etapperna 3, 4, 7, 8 och 10
5:a i Giro del Piemonte
1936
Vinnare totalt av Giro della Provincia di Milano (med Gino Bartali)
6:a i Giro della Toscana
1937
Vinnare av Luganos kriterium
Vinnare av etapp 9 i Giro d'Italia
Vinnare av Cuneos kriterium
2:a i Paris sexdagars (med Raffaele Di Paco)
3:a i Bryssels sexdagars (med Giuseppe Olmo)
3:a i Giro della Provincia di Milano (med Fabio Battesini)
1938
2:a i Giro della Toscana
3:a totalt i Giro di Campania
1939
2:a i Copa España
1940
Vinnare av Circuito de Casalecchio di Reno
1942
Vinnare av  det individuella förföljelsesloppet vid Italienska mästerskapen i bancykling